# Marshall Sahlins

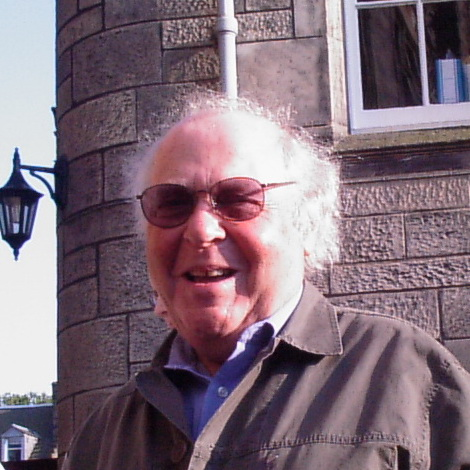
Marshall David Sahlins (2003)

Marshall David Sahlins (* 27. Dezember 1930 in Chicago; † 5. April 2021 ebenda) war ein US-amerikanischer Anthropologe.

## Leben
Marshall Sahlins wuchs in Chicago auf. Seinen BA und MA erwarb er an der University of Michigan, wo er bei Leslie White studierte. 1954 wurde Sahlins Ph.D. an der Columbia University. Hier  wurde er durch Karl Polanyi und Julian Steward intellektuell beeinflusst. Er kehrte in den 1960er Jahren als Dozent an die University of Michigan zurück und wurde bei Protesten gegen den Vietnamkrieg politisch aktiv: Gemeinsam mit seinem Kollegen Eric Wolf organisierte er das erste Teach-in.
Während eines zweijährigen Aufenthaltes in Paris lernte Sahlins insbesondere die Arbeiten von Claude Lévi-Strauss kennen und erlebte die studentischen Proteste bei den Mai-Unruhen 1968. Ab 1973 lehrte Sahlins an der University of Chicago und ab Juni 1997 führte er den Titel des Charles F. Grey Distinguished Service Professor of Anthropology Emeritus. Er wurde 1976 in die American Academy of Arts and Sciences, 1991 in die National Academy of Sciences und 1998 in die British Academy gewählt.
Sahlins trat 2013 aus Protest gegen die Zuwahl von Napoleon Chagnon aus der National Academy of Sciences aus. Er starb im April 2021 im Alter von 90 Jahren in Chicago.

## Position
Sahlins’ Forschungen konzentrierten sich auf die Frage, mit welchem Potenzial die Kultur auf Wahrnehmungen und Handlungen der Menschen einwirken kann. Er wollte vor allem beweisen, dass die Kultur eine einzigartige Kraft zur Motivation der Menschen besitzt, die nicht biologischen Ursprungs ist. Seine frühen Arbeiten dienten dazu, die Vorstellung vom Homo oeconomicus zu relativieren und zu zeigen, dass sich das ökonomische System in kulturell spezifischen Weisen der jeweiligen Umwelt anpasst. In diesem Zusammenhang prägte er den Begriff von der „ursprünglichen Wohlstandsgesellschaft“ der Jäger und Sammler, die wesentlich weniger Zeit für ihren Lebensunterhalt aufwänden würden als andere Kulturen.
Nach der Veröffentlichung von Culture and Practical Reason (1976) widmete sich Marshall Sahlins der Beziehung zwischen Geschichte und Anthropologie sowie der Art, wie verschiedene Kulturen Geschichte verstehen und schaffen. Obwohl der gesamte Pazifik in seinem Blickfeld lag, betrieb er die meiste Forschung auf den Fidschi-Inseln und in Hawaii.
In seinem Werk Evolution and Culture (1960 und 1988) befasste sich Sahlins mit der kulturellen Evolution und dem Neoevolutionismus. Die Evolution von Gesellschaften unterteilte er darin in allgemein und spezifisch. Als allgemeine Evolution bezeichnete er die Tendenz kultureller und sozialer Systeme, sich bezüglich der Komplexität, Organisation und Anpassung an die Umgebung zu vergrößern. Da die einzelnen Kulturen jedoch nicht isoliert sind, komme es zu Interaktion und einer Diffusion ihrer Qualitäten (zum Beispiel technologische Erfindungen). Dies führe dazu, dass sich die Kulturen unterschiedlich entwickeln (spezifische Evolution), da diverse Elemente in verschiedenen Kombinationen und in verschiedenen Entwicklungsstufen eingeführt würden.
Ende der 1990er Jahre lieferte sich Sahlins eine heiße Debatte mit Gananath Obeyesekere über die Details des Todes von James Cook auf Hawaii im Jahre 1779. Im Mittelpunkt der Debatte stand die Frage nach der Beurteilung der Rationalität indigener Völker. Obeyesekere bestand darauf, dass sie grundsätzlich genauso dächten wie Menschen aus der westlichen Welt, und befürchtete, dass jede andere Einschätzung sie als „irrational“ oder „unzivilisiert“ einstufen würde. Sahlins hingegen sah die westlichen Denkweisen selbst kritisch und betonte, dass indigene Kulturen anders und dabei denen im Westen gleichwertig seien.

## Veröffentlichungen
Autor
- Social Stratification in Polynesia. Seattle University of Washington Press 1958.
- Moala. Culture and Nature on a Fijian Island. University of Michigan Press, Ann Arbor 1962.
- Tribesmen. Prentice-Hall, New Jersey 1965.
- Stone Age Economics. Tavistock, London 1974 ISBN 9780422745307, Aldine de Gruyter, New York 1972, ISBN 0-202-01098-8.
  - daraus das erste Kapitel: Die ursprüngliche Wohlstandsgesellschaft. Übers. v. Heide Lutosch. Hg. und eingeleitet von Andreas Gehrlach. Matthes & Seitz Berlin 2024, ISBN 978-3-7518-3024-9.
- Culture and Practical Reason. University of Chicago Press, Chicago 1976, ISBN 0-226-73361-0.
  - Deutsche Ausgabe: Kultur und praktische Vernunft. Übersetzt von Brigitte Luchesi. Suhrkamp, Frankfurt am Main 1981, ISBN 3-518-06424-X.
- The Use and Abuse of Biology. An Anthropological Critique of Sociobiology. University of Michigan Press, Ann Arbor 1977, ISBN 0-472-76600-7.
- Historical Metaphors and Mythical Realities. 1981
  - Deutsche Ausgabe: Der Tod des Kapitän Cook. Geschichte als Metapher und Mythos als Wirklichkeit in der Frühgeschichte des Königreichs Hawaii. Übersetzt von Hans Medick u. Michael Schmidt, Wagenbach, Berlin 1986, ISBN 3-8031-3532-X.
- Islands of History. University of Chicago Press, Chicago 1987, 0-226-73358-0.
  - Inseln der Geschichte. Übersetzt von Ilse Utz. Junius Hamburg 1992 ISBN 3885061937
- Evolution and Culture. Gemeinsam mit Elman Service. Vorwort Leslie White. University of Michigan Press, Ann Arbor 1988, ISBN 0-472-08776-2.
- Anahulu. The Anthropology of History in the Kingdom of Hawaii. Mit Patrick Vinton Kirch. 2 Bd. University of Chicago Press, Chicago 1992.
- How “Natives” Think. About Captain Cook, for Example. University of Chicago Press, Chicago 1995, ISBN 0-226-73368-8.
- Culture in Practice. Selected Essays. Zone Books, New York 2000, ISBN 0-942299-37-X.
- Waiting for Foucault, Still. Prickly Paradigm Press, Chicago 1993. 3. Auflage 1999, ISBN 0-9717575-0-X.
- Apologies to Thucydides. Understanding History as Culture and Vice Versa. University of Chicago Press, Chicago 2004, ISBN 0-226-73400-5.
- The Western Illusion of Human Nature. Prickly Paradigm Press, Chicago 2008, ISBN 978-0-9794057-2-3.
  - Deutsche Ausgabe: Das Menschenbild des Westens – Ein Missverständnis? Übersetzt von Andreas Leopold Hofbauer, Matthes & Seitz Berlin, Berlin 2017, ISBN 978-3-88221-565-6.
- On Kings. Gemeinsam mit David Graeber. Hau Books, Chicago 2017, ISBN 978-0-9861325-0-6. (PDF online verfügbar: On Kings auf der Verlagsseite/Open Access).
  - Über Könige. Versuche einer Archäologie der Souveränität, aus dem amerikanischen Englisch von Daniel Fastner, Verlag Klaus Wagenbach, Berlin 2022, ISBN 978-3-8031-5193-3.
- The New Science of the Enchanted Universe: An Anthropology of Most of Humanity. Princeton University Press, 2022, ISBN 978-0-691-21592-1.
  - Neue Wissenschaft des verwunschenen Universums. Eine Anthropologie fast der gesamten Menschheit, übersetzt von Heide Lutosch, Matthes & Seitz, Berlin 2023, ISBN  978-3-7518-2002-8

Herausgeber
- Thomas Harding u. David Kaplan: Evolution and Culture. Gemeinsam mit Elman Service. University of Michigan Press, Ann Arbor 1960.